# نمک‌سود کردن

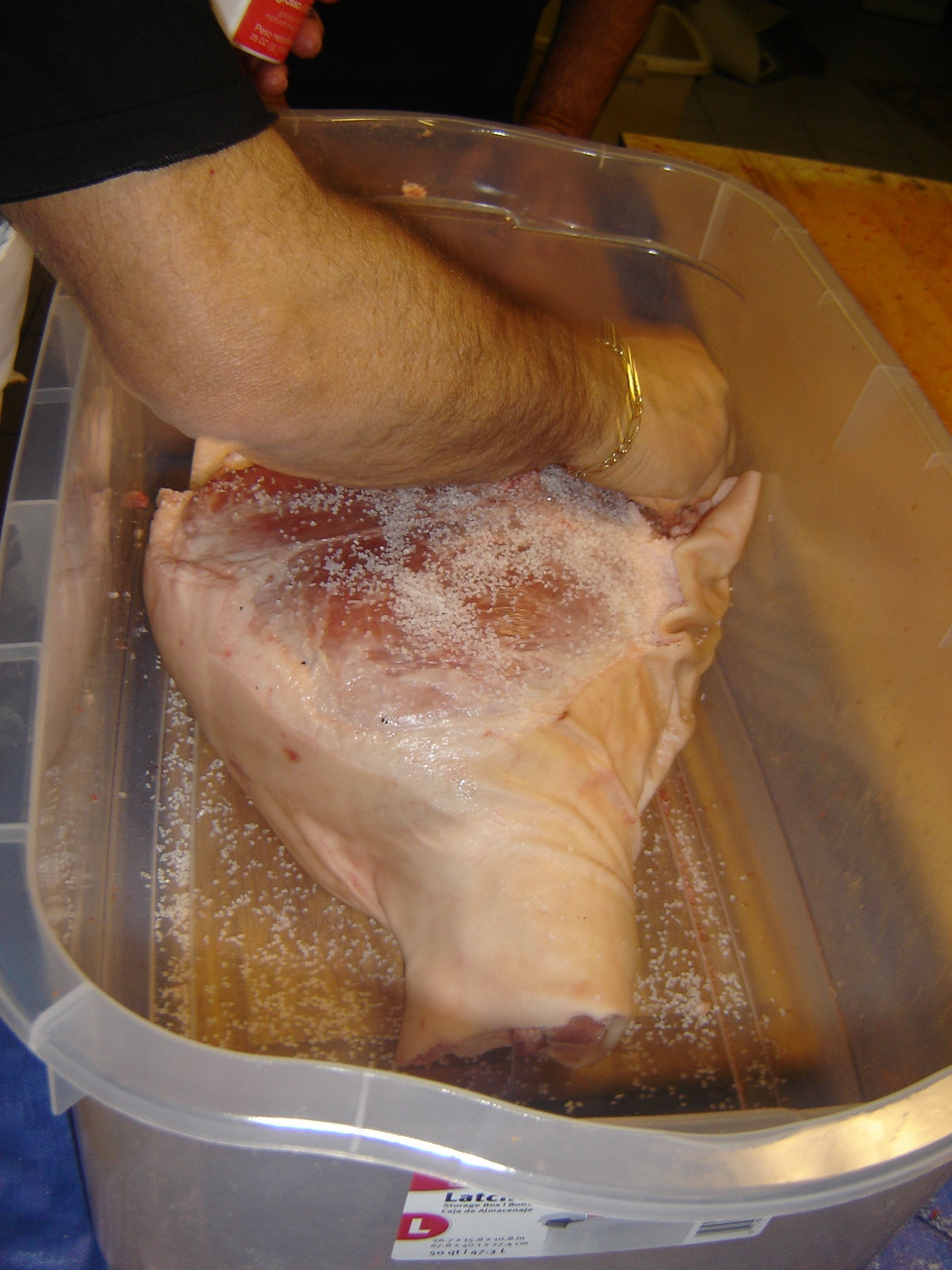
گوشت نمک زده

نمک‌سود کردن یکی از روش‌های حفاظت از مواد غذایی با نمک خشک خوراکی است. نمک زدن یکی از قدیمی‌ترین روش‌ها برای حفظ مواد غذایی است. از لحاظ تاریخی دو روش قابل توجه حفظ غذاها، خشک کردن و دیگری نمک‌سود کردن بوده‌است. 
روش های دیگری نظیر  ترشی انداختن، دودی کردن، قورمه کردن هم برای حفظ غذاها استفاده می شود. 
در این روش بخاطر وجود نمک و در یک محیط بسیار شور، با توجه به ماهیت هیپرتونیک نمک، هر سلول زنده در چنین محیطی از طریق اسمز آب از دست داده و می‌میرد یا به‌طور موقت غیر فعال شود. بنابراین اکثر باکتریها، قارچها و دیگر موجودات که به‌طور بالقوه پاتوژن هستند، نمی‌تواند زنده بماند.
یهودیان بخاطر قوانین رژیم غذایی نیاز به حذف خون از گوشت تازه ذبح‌شده دارند. نمک و آب نمک برای رسیدن به این هدف استفاده می‌شود.